# 1173

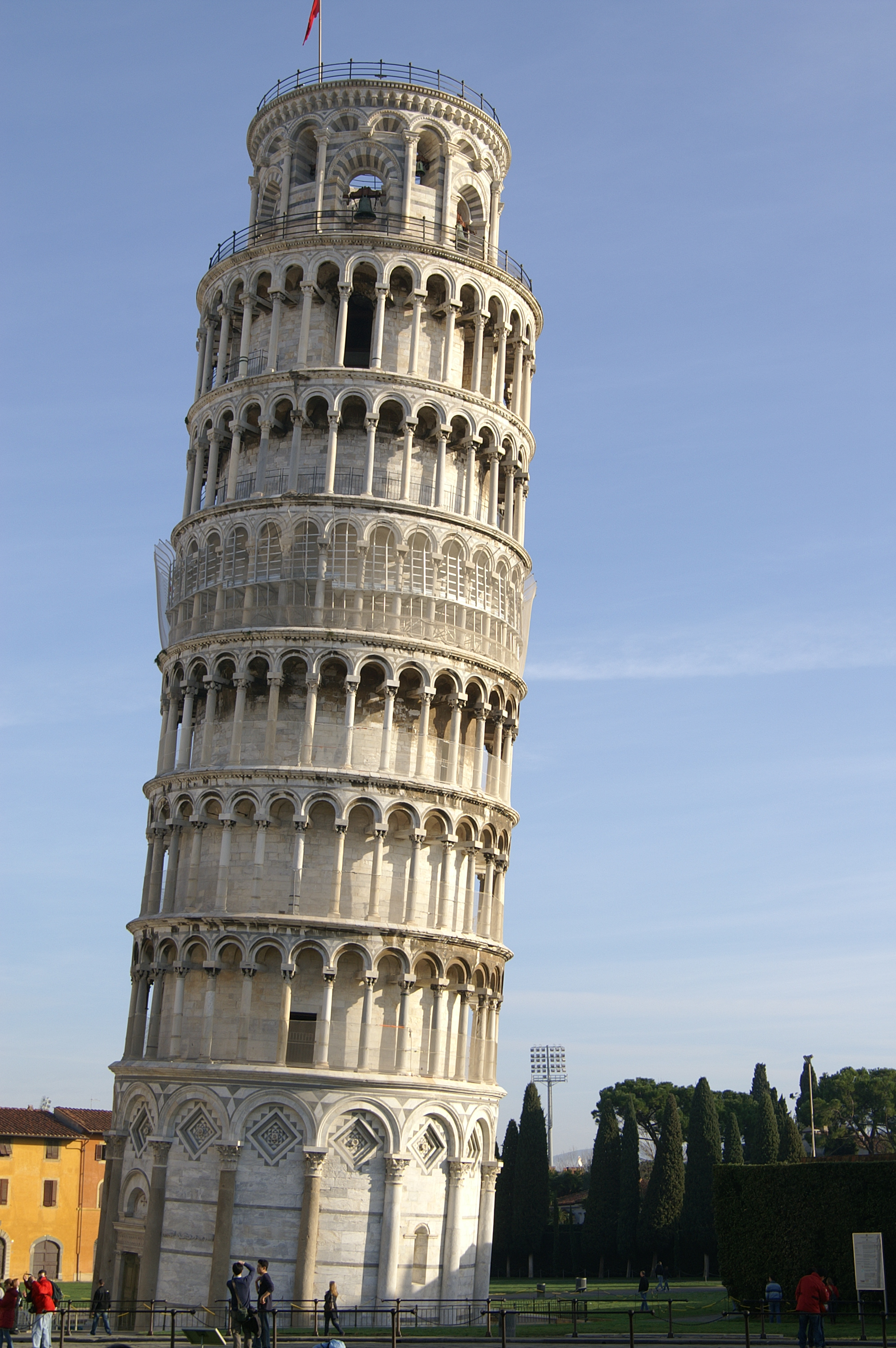
Toren van Pisa

Het jaar 1173 is het 73e jaar in de 12e eeuw volgens de christelijke jaartelling.

## Gebeurtenissen
- Hendrik de Jonge en zijn oudste broers komen in opstand tegen hun vader, koning Hendrik II van Engeland. Ze worden gesteund door Lodewijk VII van Frankrijk, Willem I van Schotland en hun moeder Eleonora van Aquitanië.
- 21 februari: Thomas Becket wordt door paus Alexander III heilig verklaard.
- 9 augustus: De bouw van de toren van Pisa wordt begonnen.
- De campanile van Venetië komt na lange tijd bouwen gereed. Hij wordt gebruikt als vuurtoren.
- Voor het eerst vermeld: Balen, Bladel, Brecht, Edegem, Florenville, Itterbeek, Mol

## Opvolging
- Bohemen - Frederik opgevolgd door zijn neef Soběslav II
- Boulogne - Mattheüs I van de Elzas opgevolgd door zijn dochter Ida
- Istrië - Engelbert III opgevolgd door Berthold III van Andechs
- Maronitische Kerk (patriarch van Byblos) - Petrus II opgevolgd door Peter III van Lefed
- Mazovië - Bolesław IV van Polen opgevolgd door zijn zoon Leszek
- bisdom Münster - Lodewijk I van Wippra opgevolgd door Herman II van Katzenelnbogen
- Olomouc - Frederik van Bohemen opgevolgd door Oldřich
- Polen - Bolesław IV opgevolgd door zijn broer Mieszko III
- Thouars - Godfried IV opgevolgd door zijn zoon Amalrik VII

## Afbeeldingen

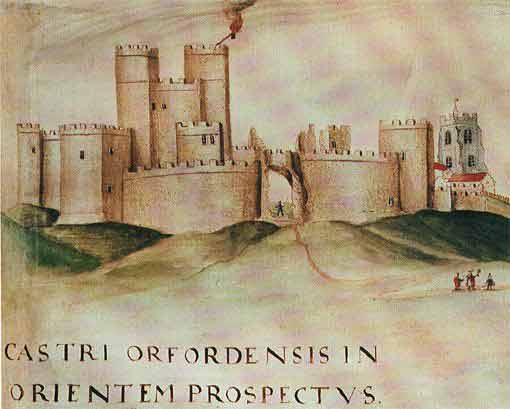
Orford Castle, voltooid in 1173
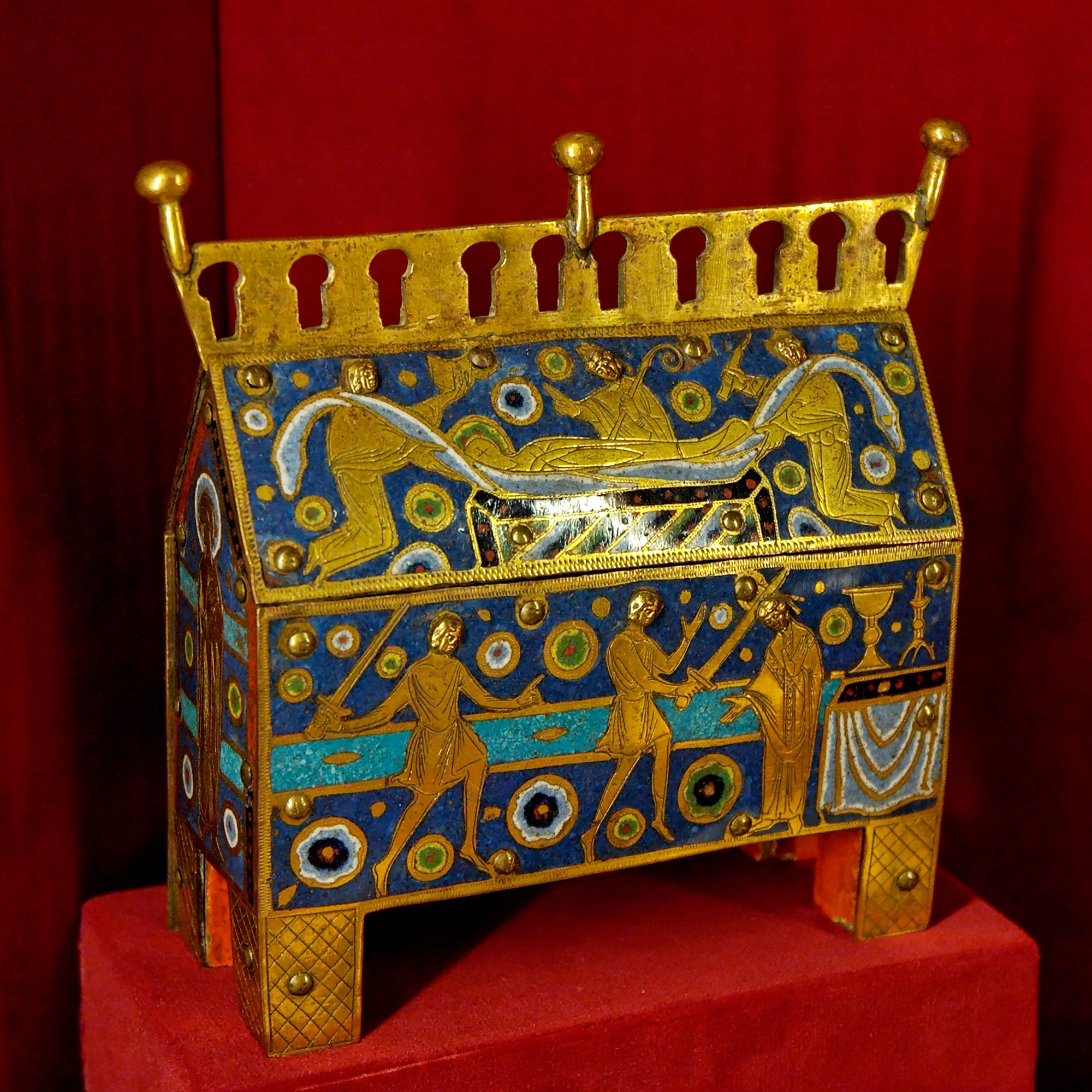
Reliekschrijn van Thomas Becket

## Geboren
- 23 december - Lodewijk de Kelheimer, hertog van Beieren (1183-1231) en paltsgraaf aan de Rijn
- Lý Cao Tông, keizer van Vietnam (1175-1210)
- Gaston VI, burggraaf van Béarn
- Hendrik V van Brunswijk, paltsgraaf aan de Rijn en markgraaf van Brunswijk (jaartal bij benadering)

## Overleden
- 5 januari - Bolesław IV, groothertog van Polen (1146-1173)
- 25 juli - Mattheüs I van de Elzas, graaf van Boulogne
- 9 augustus - Najm ad-Din Ajjoeb, gouverneur van Dvin, vader van Saladin
- 6 oktober - Engelbert III, markgraaf van Istrië (1124-1173)
- 26 december - Lodewijk I van Wippra, bisschop van Münster
- Benjamin van Tudela, Joods-Spaans reiziger
- Godfried IV, burggraaf van Thouars
- Humfred III van Toron, Jeruzalems edelman
- Vladimir III, gfootvorst van Kiev (1171)